# Kalabrischer Ahorn
Der Kalabrische Ahorn (Acer cappadocicum subspecies lobelii), auch Lobels Ahorn oder Kalabrischer Spitzahorn genannt, ist eine Unterart des Kolchischen Ahorns (Acer cappadocicum) aus der Gattung der Ahorne (Acer) innerhalb der Familie der Seifenbaumgewächse (Sapindaceae). Er ist nahe mit dem Spitz-Ahorn (Acer platanoides) verwandt, gelegentlich wird er auch als eigenständige Art (Acer lobelii) geführt.

## Beschreibung

### Vegetative Merkmale
Der Kalabrische Ahorn wächst als Baum und erreicht meist Wuchshöhen von 12 bis 15 Meter, in Ausnahmefällen auch bis zu 20 Meter. Die Baumkrone ist straff aufrecht geformt, säulen- oder pyramidenförmig (Unterartmerkmal). Die Rinde der Zweige ist blaugrün bereift (Unterartmerkmal), selten auch purpurbraun. An älteren Zweigen weist die Rinde weißliche Streifen auf. 
Die gegenständig an den Zweigen angeordneten Laubblätter sind in Blattstiel und -spreite gegliedert. Der 6 bis 10 Zentimeter lange Blattstiel führt klaren Milchsaft. Die einfache Blattspreite ist 12 bis 15 Zentimeter breit und ebenso lang, an der Basis herzförmig, fünflappig mit dreieckigen, lang zugespitzten, ganzrandigen Lappen. Der Blattrand ist ganzrandig bis gewellt (Unterartmerkmal). Die Blattlappen weisen – charakteristisch für diese Unterart – nach vorne. Die Spreitenoberseite ist glänzend dunkelgrün, die Unterseite mehr blaugrün. Die Blattoberseite ist kahl, die Nervenachseln der Blattunterseite weisen meist Haare auf. Die Herbstfärbung ist goldgelb.

### Generative Merkmale
Die Blütezeit liegt im Mai und die Blüten erscheinen gleichzeitig mit den Laubblättern. Die Blüten befinden sich in einem kurzen, trugdoldigen Blütenstand. Die Blütenstiele und der Kelch sind weich behaart. Die gelb-grüne Blüte ist fünfzähligen und bei einem Durchmesser von etwa 5 Millimetern radiärsymmetrisch mit doppelter Blütenhülle. 
Die Spaltfrüchte besitzen fast waagerecht gespreizte, 2 bis 3 Zentimeter lange Flügel und flache Samen.

## Ökologie
Auch am Heimatstandort ist der Kalabrische Ahorn oft unvollständig bestäubt.

## Verbreitung
Der Kalabrische Ahorn hat seine natürlichen Vorkommen im Süden Italiens. Vorwiegend wächst er in Bergwäldern Kalabriens in den Gebirgen Sila und Pollino, er kommt aber auch noch in benachbarten Gebieten in den Regionen Basilicata und Kampanien vor.

## Systematik
Die Erstbeschreibung erfolgte 1819 unter dem Namen Acer lobelii durch Michele Tenore in Cat. Hort. Neapol. App., 2. Auflage, S. 69. Der Typusfundort liegt in den Bergen des Golfes von Neapel. Das Artepitheton oder Unterartname ehrt den französischen Botaniker Matthias de L’Obel. Synonyme sind Acer platanoides var. integrilobum Tausch, Acer planatnoides var. lobelii (Tenore) Loudon, Acer lobelii subsp. tenorei Pax und Acer lobelii forma normale Schwerin.

## Nutzung
Als Ziergehölz wurde der Kalabrische Ahorn um 1865 eingeführt.